# Девочки из Эквестрии
Девочки из Эквестрии (англ. My Little Pony: Equestria Girls) — мультфильм, созданный студией Hasbro Studios и DHX Media по сценарию Меган Маккарти под руководством Джейсона Тиссена. Премьера состоялась 16 июня 2013 года в нескольких кинотеатрах США и Канады. На 6 августа 2013 года было запланировано начало продаж копий фильма для домашнего просмотра, а телевизионный показ мультфильма был показан 1 сентября 2013 года на американском телеканале Hub Network. В России премьерный показ мультфильма состоялся 5 января 2014 года на телеканале «Карусель».
27 сентября 2014 вышло продолжение мультфильма под названием «Девочки из Эквестрии. Радужный рок».
Сюжет мультфильма основан на мультсериале «Дружба — это чудо», однако основные персонажи, являющиеся пони, фигурируют здесь в качестве старшеклассников обычной человеческой школы. Толчком к созданию фильма послужило расширение линейки продуктов My Little Pony, включающее человекоподобных главных героев.
Действия фильма происходят после событий третьего сезона: у принцессы Сумеречной Искорки была похищена её корона, она должна последовать за похитительницей в мир людей и вернуть корону. Пройдя сквозь магическое зеркало, она попадает в старшую школу Кантерлота, где встречает человеческие версии её друзей, влюбляется, учится управлять человеческим телом и должна стать принцессой бала, чтобы вернуть себе корону.

## Сюжет
Искорка вместе со своими друзьями впервые прибывает в Кристальную Империю , в качестве принцессы. Ночью пони Сансет Шиммер крадёт корону Искорки, прыгает в волшебное зеркало и исчезает. Принцесса Селестия рассказывает, что Сансет была её ученицей незадолго до Искорки, но, когда ей захотелось большего могущества, она ушла в другой мир через это зеркало. Селестия поручает Искорке вернуть корону, но запрещает её подругам идти вместе с ней. Несмотря на этот запрет, Спайк не выдерживает и прыгает за Искоркой. Они оказываются в мире, населённом людьми, где Спайк принимает облик собаки, а Искорка — облик человека. Друзья решают начать поиски короны со здания, которым оказывается школа Кантерлот.
Появившись в школе, Искорка защищает ученицу по имени Флаттершай от забияки Сансет Шиммер. Флаттершай рассказывает, что нашла корону и отдала её директору, но Сансет напала на неё и потребовала вернуть корону обратно.
Искорка узнаёт, что для того, чтобы получить корону, нужно победить в выборах принцессы осеннего бала. Для победы необходимо убедить остальных учеников отдать голос именно за тебя, а не за кого-то другого( в этом случае, Сансет) . Сансет, узнав о её решении, собирает на неё компромат, чтобы унизить. Это ей удаётся, однако девочка к тому времени успевает изучить новый мир и завести друзей, похожих на её друзей из Понивилля — Флаттершай, Рарити, Пинки Пай, Радугу и Эпплджек. Но оказывается, что они перессорились и вовсе не собираются мириться. Впрочем, Искорка быстро помогает им разобраться в своих отношениях, а они, в свою очередь, помогают новой подруге завоевать доверие у всех учеников лицея. В кафе Искорка встречает бывшего парня Сансет по имени Флэш, и они влюбляются друг в друга с первого взгляда. Тем временем Сансет портит декорации в праздничном зале, а затем сваливает всё на Искорку.
Новенькую готовы исключить, но за неё вступается Флэш, который хочет отомстить Сансет и Твайлайт  оправдывают. Однако из-за беспорядка в зале вечер хотят перенести.
Отчаявшись, Искорка рассказывает своим друзьям правду о себе и просит помочь. Подруги начинают убираться в бальном зале, и постепенно к ним присоединяются другие ученики. Даже Флэш, уговорил всех своих друзей, чтобы они голосовали за Твайлайт.
На церемонии все голосуют за Искорку, и она выигрывает. Сансет выманивает принцессу на улицу и угрожает уничтожить портал, если она не отдаст корону. Искорка отказывается, и Сансет забирает корону силой. Завладев магией короны, она признаётся, что на самом деле хочет завоевать Эквестрию с помощью армии учеников. Злодейка пытается уничтожить Искорку, Эпплджек, Флаттершай, Пинки, Рарити и Радугу, но, взявшись за руки, подруги образуют защитный барьер. Внезапно они превращаются в полупони, и Искорка понимает, что в этом измерении Элементы Гармонии тоже имеют силу, так как здесь существуют их обладательницы.
Магия дружбы оказывается сильнее магии короны, и девочки побеждают Сансет. После своего поражения та признаёт, что была не права, и обещает исправиться. Искорка и остальные прощают её и принимают в свою команду. Бал продолжается полночи, она танцевала с Флэшом, а затем Искорка со Спайком возвращается домой.

## Роли озвучивали
| Актёр             | Роль                                                         |
| ----------------- | ------------------------------------------------------------ |
| Тара Стронг       | Сумеречная Искорка (Твайлайт Спаркл, англ. Twilight Sparkle) |
| Эшли Болл         | Эпплджек и Радуга Дэш (Рэйнбоу Дэш, англ. Rainbow Dash)      |
| Андреа Либман     | Флаттершай и Пинки Пай                                       |
| Табита Сен-Жермен | Рарити, Принцесса Луна/Вице-директор Луна, миссис Пирожок    |
| Кэти Уэслак       | Спайк                                                        |
| Николь Оливер     | Принцесса Селестия/Директор Селестия, мисс Черайли           |
| Ребекка Шойкет    | Сансет Шиммер                                                |
| Ли Токар          | Снипс                                                        |
| Ричард Ян Кокс    | Снэйлс                                                       |
| Винсент Тонг      | Флэш Сентри                                                  |
| Брит Маккилип     | Принцесса Каденс                                             |
| Питер Нью         | Большой Макинтош                                             |
| Мишель Кребер     | Эппл Блум (в титрах не указана)                              |
| Мадлен Питерс     | Скуталу                                                      |
| Клэр Корлетт      | Крошка Белль (Свити Белль, англ. Sweetie Belle)              |
| Кэтлин Барр       | Трикси                                                       |

## Песни
1. This Strange World («Этот странный мир») — Сумеречная Искорка
2. Equestria Girls («Песня в столовой») — Сумеречная Искорка, Эпплджек, Флаттершай, Пинки Пай, Радуга Дэш и Рарити
3. Time to Come Together («Мы наведём порядок тут») — Сумеречная Искорка, Эпплджек, Флаттершай, Пинки Пай, Радуга Дэш и Рарити
4. This Is Our Big Night («Наш вечер настал») — Сумеречная Искорка, Эпплджек, Флаттершай, Пинки Пай, Радуга Дэш и Рарити
5. This Is Our Big Night (Reprise) («Наш вечер настал 2 часть») — Сумеречная Искорка, Эпплджек, Флаттершай, Пинки Пай, Радуга Дэш и Рарити
6. A Friend for Life («Друг на всю жизнь») — Джеррика Сантос/Лада Марис[6][7].

## Показ в России и странах СНГ
Премьера в России и странах СНГ состоялась на канале «Карусель» 5 января 2014 года. Мультфильм дублирован по заказу ЗАО «Первый канал. Всемирная сеть» в 2013 году. Режиссёр дубляжа — Елена Чебатуркина.
Роли дублировали:
- Ольга Голованова — Сумеречная Искорка, Флаттершай, Крошка Белль
- Елена Чебатуркина — Пинки Пай, Радуга Дэш, принцесса Селестия/директор, принцесса Каденс, Скуталу, Трикси, миссис Пирожок
- Лариса Брохман — Эпплджек
- Дарья Фролова — Рарити, принцесса Луна/заместитель директора, Черайли
- Ольга Шорохова — Спайк, Сансет Шиммер, Эппл Блум
- Евгений Вальц — Флэш Сентри, школьники мужского пола
- Никита Прозоровский — диктор, Снипс, Снейлс, Большой Маки

Вокал:
- Лада Марис — Сумеречная Искорка, Рарити
- Анастасия Лапина — Эпплджек, Флаттершай